# Blaesoxipha kyrtonidion
Blaesoxipha kyrtonidion är en tvåvingeart som beskrevs av Thomas Pape 1994. Blaesoxipha kyrtonidion ingår i släktet Blaesoxipha och familjen köttflugor.
Artens utbredningsområde är North Dakota. Inga underarter finns listade i Catalogue of Life.